# Lucinde Paradol
Anne Catherine Lucinde Paradol (ou Lucinde Prévost-Paradol après son mariage) est une comédienne française née à Paris le 4 février 1798 et morte à Neuilly le 29 octobre 1843. 

## Biographie
Fille d'un coiffeur-perruquier, Anne-Catherine-Lucinde Paradol entre au Conservatoire de Paris en 1814 pour y étudier le chant sous la direction du compositeur Charles-Henri Plantade, avant de débuter deux ans plus tard dans l'opéra Alceste de Christoph Willibald Gluck.
En dépit de la faveur qu’elle reçoit du public, Mlle Paradol quitte peu après la capitale pour chanter à Lyon et Marseille. Après ces tournées, sur les conseils de Michelot, acteur célèbre mais surtout sociétaire de la Comédie-Française, elle abandonne le chant pour se tourner vers la tragédie et la comédie. Dès juillet 1819, à 21 ans, elle débute au Théâtre-Français dans une tragédie de Voltaire, incarnant le personnage éponyme de Sémiramis qui reste sa composition la plus connue. Réclamée pour ses capacités à interpréter les caractères du grand répertoire, elle présente ensuite avec succès Émilie dans Cinna de Pierre Corneille puis Agrippine dans Britannicus de Jean Racine. 
Elle se spécialise dans la tragédie dans laquelle, selon les contemporains, elle excelle dans l'expression des sentiments nobles, sinon aristocratiques. Elle y crée plusieurs grands rôles, la reine Marguerite dans Louis IX de Jacques-François Ancelot (1819), Elizabeth d'Angleterre dans Marie Stuart de Pierre-Antoine Lebrun (1820), de Jane Shore, dans la tragédie homonyme de Népomucène Lemercier (1824). Elle est nommée 236e sociétaire en 1823.
La décennie qui suit cette période lui offre moins de succès car, en dépit de son talent, la critique de l’époque lui reconnait un certain nombre de défauts qui la rendent peu apte à rivaliser avec sa grande rivale Mlle George. Celle-ci, établie sur le même registre et les mêmes rôles, connut effectivement une postérité beaucoup plus favorable. Ayant quitté la scène relativement tôt, en 1838, à 40 ans, Lucinde Paradol y avait conservé, selon ses biographes, une « réputation intacte ».
Elle eut, durant plusieurs années, une liaison avec Léon Halévy, lequel lui donna un fils en 1829, futur journaliste à succès, Lucien-Anatole. Son mariage ultérieur avec le chef de bataillon en retraite Prévost - qui reconnut son enfant - lui permit ensuite, à la fin de sa carrière, d’accoler le nom de son mari au sien.
Mme Paradol fréquentait le salon des Devéria où se réunissait un des cercles du romantisme naissant autour d'Achille Devéria et de son épouse Céleste, née Motte. La presse releva sa présence et celle de Léon Halévy le 22 novembre 1832 aux deuxièmes loges du Théâtre-Français à côté des frères Devéria (Achille et Eugène) et de leur sœur, la belle Mlle Devéria (Laure, benjamine de la fratrie), tous venus en soutien à Victor Hugo dont la première de Le Roi s'amuse se donnait ce jour-là.
Achille Devéria dessina son portrait vers 1830.

## Théâtre

### Carrière à la Comédie-Française
Entrée en 1819
Nommée 236e sociétaire en 1823
Départ en 1838
- 1819 : Sémiramis de Voltaire : Sémiramis
- 1819 : Britanicus de Jean Racine : Agrippine
- 1819 : Iphigénie de Jean Racine : Clytemnestre
- 1819 : Andromaque de Jean Racine : Hermione
- 1819 : Louis IX de Jacques-François Ancelot : Marguerite
- 1820 : Marie Stuart d'après Friedrich von Schiller : Élisabeth Ire
- 1820 : Clovis de Jean-Pons-Guillaume Viennet : Eudomire
- 1821 : Zénobie de Jacques-Corentin Royou : Zénobie
- 1821 : Nicomède de Pierre Corneille : Arsinoé
- 1822 : Le Sourd ou l'Auberge pleine de Desforges : Mme Legras
- 1823 : Iphigénie de Jean Racine : Eriphile
- 1823 : Athalie de Jean Racine : Athalie
- 1823 : Esther de Jean Racine : Esther
- 1825 : Athalie de Jean Racine : Josabet
- 1825 : Bélisaire d'Étienne de Jouy : Antonine
- 1825 : Sigismond de Bourgogne de Jean-Pons-Guillaume Viennet : Clotilde
- 1826 : Charles VI d'Alexandre Joseph de Mirmont : Isabeau de Bavière[8]
- 1826 : Rosemonde de François Paul Émile Boisnormand de Bonnechose : Éléonore
- 1827 : Virginie d'Alexandre Guiraud : Barcée
- 1829 : Isabelle de Bavière d'Étienne-Léon de Lamothe-Langon : Valentine
- 1831 : Phèdre de Jean Racine : Phèdre
- 1832 : Le Duelliste d'Alexandre de Longpré : Mme Franville
- 1832 : Une fête de Néron d'Alexandre Soumet et Louis Belmontet : Agrippine
- 1833 : Caïus Gracchus ou le Sénat et le peuple de Louis-Armand-Théodore Dartois de Bournonville : Cornélie
- 1835 : Jacques II d'Émile-Louis Vanderburch : Miss Lucie
- 1837 : Caligula d'Alexandre Dumas : Junia
- Agamemnon de Népomucène Lemercier : Cassandre

## Citation
« Mme Lucinde Paradol fut d'abord destinée à augmenter le nombre des prêtresses de Polymnie. Elle parut dans le temple de cette déesse en 1816 ornée de la couronne de Didon et ensuite parée de la robe de la vestale. Après avoir demeuré une année à l'opéra, cette actrice qui avait reçu d'excellents principes du célèbre compositeur Plantade, fut joué à Lyon et à Marseille.
Revenue à Paris au moment où la Comédie-Française cherchait une actrice qui put succéder à Mlle George, on proposa à Mme Paradol de s'essayer dans la tragédie. Il est vrai que le physique de cette actrice est fait pour éblouir et pour séduire. Une taille magnifique, une figure aussi noble que belle, des bras superbes, promettait à Melpomène une reine digne de porter son diadème.
Mme Paradol débuta le 23 juillet 1819 par le rôle de Sémiramis et son succès fut prodigieux. Ce triomphe dura tant que cela fût utile au comité de la Comédie-Française mais lorsque d'autres intérêts le rapprochèrent de Mlle George, les applaudissements cessèrent, l’encens ne fuma plus, et une critique amère succéda à un éloge outré.
L'organe de cette actrice est plein et flatteur, et comme elle a beaucoup d'intelligence et d'amour de son art, il lui sera facile de se corriger d'une déclamation ampoulée et d'un débit trivial, résultats des premiers principes qu'elle a reçus. Noblesse et vérité sont les qualités qui distinguent la diction tragique.
Les gestes de cette actrice sont plus vrais qu'à l'époque de ses débuts, mais elle n'a pas encore perdu l'habitude de tenir sa main droite fermée et de ne présenter que l'index à son interlocuteur. Ce geste de prédilection est faux et ne convient nullement à la dignité de Melpomène.
Les attitudes de Mme Paradol sont naturelles et elle acquerra par l’usage l'aisance et la majesté qui les rendent brillantes.
La manière dont elle a joué Cassandre de l'Agamemnon de M. Lemercier, mérite des éloges et si c'est actrice docile aux avis d'une saine critique, elle parviendra à ce degré de perfection qui donne la célébrité »

— Ricord, Les Fastes de la Comédie-Français, 1822

## Sources
- Pierre Larousse, Grand Dictionnaire universel du XIXe siècle, tome XIII, 1875.
- Base documentaire La Grange sur le site de la Comédie-Française